# 欧日塞
欧日塞（法語：Augisey，法語發音：[oʒizɛ]）是法国汝拉省的一个市镇，位于该省西南部，属于隆斯勒索涅区。

## 地理
欧日塞（46°33'11"N, 5°29'33"E）面积9.29 平方千米，位于法国勃艮第-弗朗什-孔泰大區汝拉省，该省份为法国东部内陆省份，北起上索恩省，西北接科多尔省，西临索恩-卢瓦尔省，南至安省，东与杜省和瑞士接壤。
与欧日塞接壤的市镇（或旧市镇、城区）包括：拉沙约斯、克雷西亚、罗赛、罗塔利耶、罗托奈。

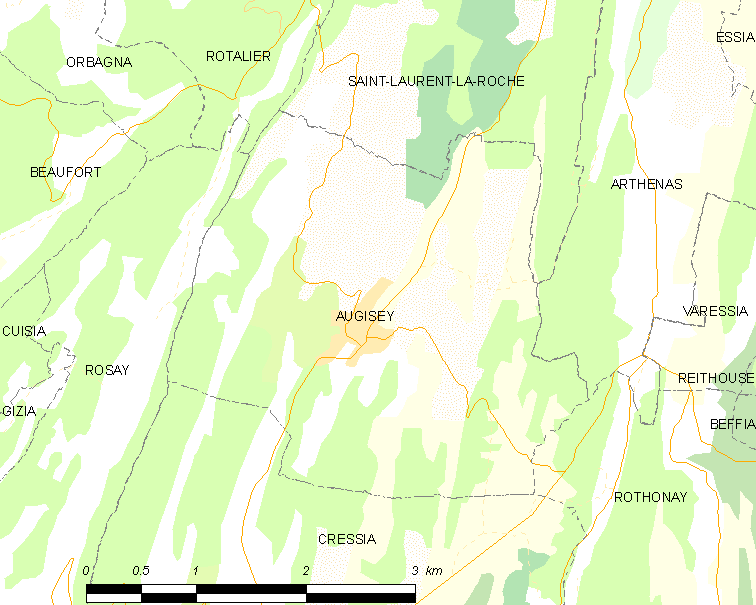
欧日塞的OSM定位图

欧日塞的时区为UTC+01:00、UTC+02:00（夏令时）。

## 行政
欧日塞的邮政编码为39270，INSEE市镇编码为39027。

## 政治
欧日塞所属的省级选区为圣阿穆尔县。

## 人口

1962-2008年间欧日塞人口变化图示

欧日塞于2022年1月1日时的人口数量为187人。